# Красная Слобода (Жлобинский район)
Красная Слобода (бел. Чырвоная Слабада) — деревня в Краснобережском сельсовете Жлобинского района Гомельской области Белоруссии.

## География

### Расположение
В 21 км на северо-запад от Жлобина, 4 км от железнодорожной станции Красный Берег (на линии Бобруйск — Жлобин), 114 км от Гомеля.

## Гидрография
На севере и западе мелиоративные каналы.

## Транспортная сеть
На автомобильной дороге Бобруйск — Гомель. Планировка состоит из короткой, почти прямолинейной, близкой к меридиональной ориентации улицы. На севере параллельно ей находится короткая прямолинейная улица. Застройка деревянная, усадебного типа.

## История
По письменным источникам известна с XIX века как деревня в Степовской волости Бобруйского уезда Минской губернии. Согласно переписи 1897 года находился хлебозапасный магазин. В 1929 году организован колхоз. Во время Великой Отечественной войны оккупанты сожгли 13 дворов, убили 5 жителей. В боях около деревни в июне 1944 года погибли 128 советских солдат (похоронены в братской могиле на кладбище). 18 жителей погибли на фронте. Согласно переписи 1959 года в составе подсобного хозяйства Краснобережского аграрного колледжа (центр — деревня Красный Берег).

## Население

### Численность
- 2004 год — 13 хозяйств, 28 жителей.

### Динамика
- 1897 год — 32 двора, 199 жителей (согласно переписи).
- 1940 год — 39 дворов, 117 жителей.
- 1959 год — 122 жителя (согласно переписи).
- 2004 год — 13 хозяйств, 28 жителей.